# 1945 a tudományban
Az 1945. év a tudományban és a technikában.

## Díjak
- Nobel-díjak
  - Fizikai Nobel-díj: Wolfgang Pauli
  - Fiziológiai és orvostudományi Nobel-díj: Alexander Fleming, Ernst Boris Chain, Howard Walter Florey
  - Kémiai Nobel-díj: Artturi Virtanen

## Nukleáris energia
- augusztus 6. és 9. – Az amerikai hadvezetés beveti a nukleáris fegyvert: atombombát dobnak előbb Hirosimára, majd Nagaszakira

## Születések
- február 9. – Ószumi Josinori Nobel-díjas japán sejtbiológus
- február 20. – George Smoot Nobel-díjas (megosztva) amerikai asztrofizikus és kozmológus
- április 24. – Larry Tesler amerikai számítógép-szakember († 2020)
- május 21. – Ernst Willi Messerschmid német fizikus, űrhajós
- június 13. – Ronald John Grabe amerikai mérnök, űrhajós
- június 20. – James Frederick Buchli amerikai űrhajós
- augusztus 31. – Leonyid Popov orosz, szovjet űrhajós
- szeptember 21. – Bjarni Tryggvason izlandi-kanadai mérnök, űrhajós († 2022)
- október 2. – Martin Hellman amerikai kriptográfus
- december 4. – Roberta Bondar kanadai orvos, tudományos kutató, környezetvédő, űrhajósnő; Kanada első női űrhajósa
- december 21. – Millie Hughes-Fulford amerikai űrhajós

## Halálozások
- január 6. – Vlagyimir Vernadszkij orosz, szovjet geokémikus, mineralógus (* 1863)
- január 27. – Konek Frigyes magyar kémikus, vegyészmérnök (* 1867)
- március 31. – Hans Fischer Nobel-díjas német vegyész (* 1881)
- április 18. – John Ambrose Fleming brit elektromérnök, feltaláló; legfontosabb találmánya az 1904-ben szabadalmaztatott izzókatódos cső (* 1849)
- augusztus 10. – Robert Goddard amerikai fizikus, feltaláló; ő építette a világ első folyékony hajtóanyagot használó rakétáját (* 1882)
- augusztus 31. – Stefan Banach lengyel matematikus (* 1892)
- szeptember 24. – Hans Geiger német fizikus, aki kifejlesztette a róla is elnevezett sugárzásdetektort (* 1882)
- október 1. – Walter Bradford Cannon amerikai orvos, fiziológus, neurológus (* 1871)
- október 30. – John Campbell Merriam amerikai paleontológus (* 1869)
- november 20. – Francis William Aston kémiai Nobel-díjas angol fizikus, a tömegspektrográf megalkotója (* 1877)
- december 4. – Thomas Hunt Morgan Nobel-díjas amerikai genetikus, embriológus (* 1866)